# 성모재
성모재는 충청북도 청주시 상당구에 있다. 2015년 4월 17일 청주시의 향토유적 제7호로 지정되었다.

## 개요
1932년에 지어진 일제강점기 부강 천석꾼 김학현이 지은 재실이다. 김학현은 태봉산을 매입한 후 태실 터를 훼손하고 조부의 묘를 쓴 다음, 이 건물을 지었다. 김학현 조부의 묘는 2001년 김학현의 손자인 김진호가 다른 곳으로 옮겼다. 이 건물은 정면 4칸, 측면 3칸의 겹처마, 팔작지붕이다. 평면형식은 중앙에 2칸의 대청마루를 중심으로 좌우에 온돌방을 두었다. 정면 퇴칸은 마루로 구성하고, 좌우 측방 앞으로는 1자 정도 높여서 누마루를 설치하고 하부는 함실아궁이, 전면으로는 평난간을 둘렀다. 건물구조는 전면은 장대석으로 높은 기단을 조성하며, 측면과 후면은 외벌대로 낮게 기단을 축조하였다. 초석은 화강석을 상부만 둥글게 다듬은 원형 초석을 사용하였으며, 그 위에 방형 기둥을 세웠다. 기둥 위에는 큰 부재로 된 대들보를 걸고, 그 위에 종량(宗樑)을 올렸다. 종보 위에는 파련대공(波蓮臺工)을 세우고 종도리와 뜬창방을 결구하였다. 전면의 물익공도 양각으로 처리하였다. 가구는 1 고주(高柱) 5량가(樑架) 형식으로 구성되어 있다. 현재는 별채를 현대식으로 증축하여 관리인이 살고 있어 성모재 마당이 좁아진 상태다. 록에 의하면 성모재의 용마루에 멧돼지 모양의 잡상을 올려놓았다고 하나 멧돼지 잡상의 흔적은 보이질 않았고, 측면에 있는 바람을 막는 풍벽의 흰색바탕 위로 자손의 번창을 기원하는 의미로 포도 무늬를 새겨 놓았다는데, 이 또한 찾을 수가 없었다. 성모재 내부로 들어가면 조상들이 방을 들여놓는 구성 방식 중 하나인 섭방을 직접 볼 수 있다. 섭방은 이불이나 옷을 놓을 수 있도록 만들어진 곳으로 지금의 장롱의 역할을 하였다고 전한다. 그리고 방과 방 사이에는 분합문을 설치하여 공간의 활용을 높였던 것으로 보인다.
1. ↑  “향토유형유적 - 성모재”. 《청주올래?》.